# Soulmates Never Die: Live in Paris 2003
Soulmates Never Die - Live in Paris 2003 is een dvd van de band Placebo waarop een live-concert van hen te zien is. Dit werd op 18 oktober 2003 opgenomen in het Palais Omnisports de Paris-Bercy te Parijs. Naast het volledige optreden staat op de dvd ook nog een documentaire van hun Sleeping With Ghosts-wereldtoer.
Op de dvd zitten verschillende bonussen inbegrepen, zoals een oud concert van Placebo waarop ze 'Where Is My Mind?' van Pixies spelen, en waarop ze een vrouwelijke look aannemen.
Verborgen op de DVD staat ergens een korte documentaire van een (geacteerd?) bezoek van Brian Molko bij een dokter waar hij een zogezegd Placebo laat inspuiten.

## Nummers
1. Bullet Proof
2. Allergic (To Thougts Of Mother Earth)
3. Every You Every Me
4. Bionic
5. Protège-moi
6. Plasticine
7. Bitter End
8. Soulmates
9. Black-Eyed
10. I'll Be Yours
11. Special Needs
12. English Summer Rain
13. Without You I'm Nothing
14. This Picture
15. Special K
16. Taste In Men
17. Slave To The Wage
18. Peeping Tom
19. Pure Morning
20. Centrefolds
21. Where Is My Mind? (gespeeld met special guest: Frank Black van Pixies)